# Berislav Klobučar
Berislav Klobučar (Zagreb, 28. kolovoza 1924. – Beč, 13. lipnja 2014.) bio je hrvatski dirigent koji je umjetničku karijeru započeo u rodnome gradu, a veliki međunarodni ugled stekao kao dugogodišnji stalni dirigent Bečke državne opere. Tijekom iznimno uspješne karijere, maestro Klobučar je na repertoaru imao više od 115 opera, a jednako je uspješno dirigirao mnogobrojne koncerte i baletne predstave. Surađivao je s mnogim uglednim solistima i najpoznatijim svjetskim orkestrima. Osobito su zapažene bile njegove interpretacije djela Beethovena, Wagnera, Richarda Straussa, Puccinija, Verdija, Berga, Hindemitha, Milhauda, Franka Martina, te djela slavenskih skladatelja. Stariji je brat skladatelja i orguljaša Anđelka Klobučara.

## Životopis
Berislav Klobučar je dirigiranje učio kod Lovre Matačića u Zagrebu (1940. – 1943.) i tijekom dva ratna ljeta kod Clemensa Kraussa u Salzburgu. Kao dirigent je 1943. debitirao u zagrebačkoj Operi, u kojoj je vrlo uspješno djelovao do 1951. Potom je zbog političko-obiteljskih razloga napustio domovinu i otišao u Beč, gdje je u svibnju 1952. na preporuku Dragice Martinis debitirao i u Bečkoj državnoj operi (ansambl Bečke državne opere svoje je predstave tada održavao u zgradi kazališta Theater an der Wien, jer se zgrada Državne opere još obnavljala). Tijekom četiri desetljeća umjetničke odanosti toj opernoj kući, Klobučar je u Beču dirigirao 53 opere u čak 1.133 izvedbe: svoju posljednju opernu predstavu – Turandot Giacoma Puccinija – u matičnoj je kući dirigirao 28. lipnja 1993.

Pored dužnosti stalnog dirigenta u Bečkoj državnoj operi, koju je obnašao sve do umirovljenja 1993. godine, Berislav Klobučar je djelovao i kao generalni glazbeni direktor Štajerske (njem. Generalmusikdirektor für Steiermark), odnosno šef-dirigent Opere i Simfonijskoga orkestra u Grazu (1960. – 1971.). Bio je još i šef-dirigent Kraljevske opere u Stockholmu (1972. – 1981.), te ravnatelj Opere i Filharmonije u Nici (1982. – 1988.). 
 Na Svečanim igrama u Bayreuthu prvi je put nastupio 1964. ravnajući izvedbom tetralogije Prsten Nibelunga Richarda Wagnera, a poslije i na festivalima u Salzburgu i Bregenzu. S vremenom se profilirao kao pouzdan tumač Wagnerovih opera, pa je tako jednom prigodom 1968. u njujorškoj operi Metropolitan zamijenio i slavnoga Herberta von Karajana, koji ga je iznimno cijenio. Potom su uslijedili nastupi u opernim kućama u San Franciscu, Chicagu, Dallasu, New Orleansu, Torontu, Buenos Airesu i Tokiju. Gostovao je i nastupao u najpoznatijim svjetskim i europskim koncertnim dvoranama, te ravnao mnogim uglednim svjetskim orkestrima, primjerice Bečkim i Berlinskim filharmoničarima, Bečkim i Berlinskim simfoničarima, Orkestrom radija i Filharmonijom iz Stockholma, Simfonijskim orkestrom iz Göteborga, Simfonijskim orkestrom NHK iz Tokija, Novom tokijskom filharmonijom. Poslije pune 53 godine izbivanja iz Hrvatske, maestro Klobučar je 2004. ponovno nastupio i u rodnom Zagrebu: 14. veljače sa solistima, zborom i Hrvatskim komornim orkestrom u zagrebačkoj Katedrali i zatim, u jesen, sa Zagrebačkom filharmonijom u Koncertnoj dvorani Vatroslava Lisinskog.
U Beču, New Yorku i Stockholmu često je surađivao s Birgit Nilsson, jednom od najpoznatijih sopranistica druge polovice 20. stoljeća, koja ga je osobito cijenila zbog njegova iznimnog osjećaja za pjevačku frazu i interpretaciju. No i mnogi su ga drugi slavni operni pjevači – primjerice Plácido Domingo, čijim je debijem Klobučar ravnao 1967. u Bečkoj državnoj operi – također poštovali baš zbog tog talenta i njegove iskrene odanosti glazbi. U prilog tome i danas svjedoče mnogobrojne snimke opernih izvedba s uglednim i svjetski poznatim solistima i orkestrima.
Berislav Klobučar bio je član Švedske kraljevske glazbene akademije (šved. Kungliga Musikaliska Akademien) te počasni član Hrvatskog društva glazbenih umjetnika i od 1992. Bečke državne opere. Od 2006. bio je dopisni član Razreda za glazbenu umjetnost i muzikologiju Hrvatske akademije znanosti i umjetnosti.

## Svjedočanstva
Hrvatski muzikolog i leksikograf Krešimir Kovačević u biografskom je članku u Muzičkoj enciklopediji o Berislavu Klobučaru zapisao: »Klobučar je jedan od najistaknutijih dirigenata svoje generacije, a interpretacije mu se odlikuju stilskom vjernošću i sugestivnom izražajnošću.«
U povodu smrti maestra Berislava Klobučara, aktualni je ravnatelj Bečke državne opere Dominique Meyer izjavio: »Berislav Klobučar bio je maestro u najboljem smislu te riječi, pouzdani pratitelj mnogih opernih pjevača, te glazbenik velikoga znanja i iskustva koji je tim svojim kvalitetama desetljećima obogaćivao kulturni život Bečke državne opere.«
Birgit Nilsson,  slavna švedska sopranistica, u svojim je memoarima zapisala: » ... izvrstan dirigent ogromnoga znanja i repertoara, ali i osobito pouzdan suradnik svakog pjevača. (...) Preporučila sam ga za moju prvu Elektru i bila presretna kad smo ga uspjeli angažirati u Stockoholmu. Iako je od tada prošlo već 30 godina, Klobučar je svakim svojim gostovanjem u Stockholmu uvijek – na sebi svojstven način – znao očarati sve pjevače i svirače, ali jednako tako i publiku.«
U poznatom njemačkom mjesečniku opernwelt  (hrv. Svijet opere) mađarski je muzikolog i glazbeni publicist Imre Fábián o Berislavu Klobučaru svojedobno napisao: »On je majstor stare škole s opernim iskustvom kakvo danas posjeduju tek neki od njegovih kolega, samozatajan i ozbiljan glazbenik, kojemu je kvaliteta vlastitih postignuća uvijek važnija od medijskoga publiciteta i karijerizma.« I još jednom prigodom: »Zapanjujuće poznavanje partiture i s tim povezane analize, temelj su Klobučarovih interpretacija. One vode k ostvarenju tog unutarnjeg mira, sigurnosti i koncentracije, pomoću kojih se zatim očituju sve mijene i napetosti kakve glazbene dramaturgije. (...) Neumorno tragajući za tajnama djela velikih majstora, Klobučar uvijek ostaje skroman umjetnik koji vjerno služi skladateljima i njihovim djelima.«

## Nagrade i odlikovanja
- Zlatna medalja grada Beča[5]
- Križ časti za znanost i umjetnost Republike Austrije[5]
- švedski Kraljevski orden[5]
- Orden polarne zvijezde Kraljevine Švedske[5]
- 2004. – nagrada Lovro pl. Matačić za životno djelo[15]
- 2009. – odlikovanje Red Danice hrvatske s likom Marka Marulića[16]
- 2010. – Veliko srebrno odličje za zasluge Republike Austrije[17]

## Vanjske poveznice
- Fond Lovro & Lilly Matačić: Žiri i odbori – Mo Berislav Klobučar (životopis)  Arhivirana inačica izvorne stranice od 1. listopada 2013. (Wayback Machine)
- Slobodna Dalmacija.hr / Kultura – Miljenko Jelača: »Veliki povratak Berislava Klobučara«
- Večernji.hr – Branimir Pofuk: »Beč tuguje za maestrom Berislavom Klobučarom«
- Discogs.com – Berislav Klobučar (engl.) (diskografija)
- allmusic.com – Berislav Klobučar (diskografija)
- Operadis Opera Discography – Berislav Klobučar (engl.) (diskografija)